# Tyler Rake: Ocalenie
Tyler Rake: Ocalenie (ang. Extraction) – amerykański film akcji Netflixa, wyreżyserowany przez Sama Hargrave'a, przedstawia historię najemnika, granego przez Chrisa Hemswortha. Światowa premiera filmu na platformie Netflix odbyła się 24 kwietnia 2020.

## Fabuła
Doświadczony najemnik jedzie do Bangladeszu, by podjąć się szczególnie niebezpiecznej misji. Jego zadaniem jest uratowanie porwanego syna barona narkotykowego. Jego misja zamienia się w walkę o życie.

## Obsada
- Chris Hemsworth jako Tyler Rake
- Rudhraksh Jaiswal jako Ovi Mahajan
- David Harbour jako Gaspar
- Rayna Campbell jako Ruthie
- Golshifteh Farahani jako Nik Khan
- Randeep Hooda(inne języki) jako Saju
- Pankaj Tripathi(inne języki)  jako Mahajan Sr.
- Chris Jai Alex jako Thiago
- Shataf Figar(inne języki) jako pułkownik Shadek Silver Haired